# Tchad i olympiska sommarspelen 2004
Tchad i olympiska sommarspelen 2004 bestod av 2 idrottare som blivit uttagna av Tchads olympiska kommitté.

## Friidrott
Herrar
Bana, maraton och gång
| Idrottare        | Gren      | Heat     | Heat      | Kvartsfinal      | Kvartsfinal      | Semifinal        | Semifinal        | Final            | Final            |
| Idrottare        | Gren      | Resultat | Placering | Resultat         | Placering        | Resultat         | Placering        | Resultat         | Placering        |
| ---------------- | --------- | -------- | --------- | ---------------- | ---------------- | ---------------- | ---------------- | ---------------- | ---------------- |
| Djikoloum Mobele | 100 meter | DNS      | x         | Gick inte vidare | Gick inte vidare | Gick inte vidare | Gick inte vidare | Gick inte vidare | Gick inte vidare |

Damer
Bana, maraton och gång
| Idrottare        | Gren      | Heat     | Heat      | Kvartsfinal | Kvartsfinal | Semifinal | Semifinal | Final            | Final            |
| Idrottare        | Gren      | Resultat | Placering | Resultat    | Placering   | Resultat  | Placering | Resultat         | Placering        |
| ---------------- | --------- | -------- | --------- | ----------- | ----------- | --------- | --------- | ---------------- | ---------------- |
| Kaltouma Nadjina | 400 meter | 51.50    | 3 Q       | i.u.        | i.u.        | 51.57     | 5         | Gick inte vidare | Gick inte vidare |